# محمد إديلم
محمد إديلم العنزي، من مواليد 1970، لاعب كرة قدم كويتي سابق.
و قد كان يلعب مع نادي النصر الكويتي، وبعدها انتقل إلى نادي العربي الكويتي، وقد سجل هدف في نهائي كأس الأمير 1999/2000.
و هو أخ اللاعب حسين إديلم.